# Académie des Beaux-Arts

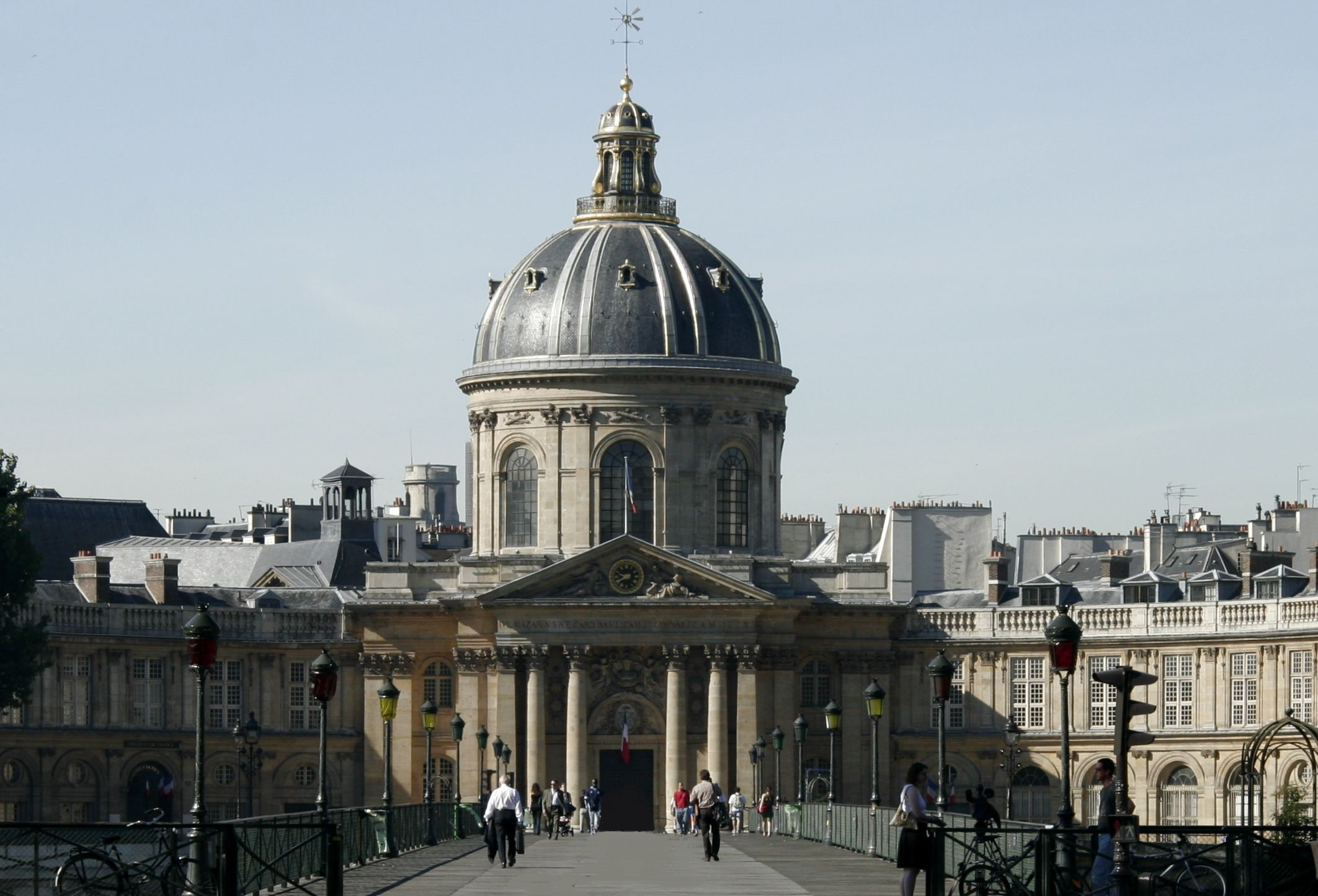
Das Gebäude am Quai de Conti

Die Académie des Beaux-Arts ist eine französische Gelehrtengesellschaft in Paris (6. Arrondissement). Sie ist dem Institut de France untergeordnet, unter dessen Schirmherrschaft sie im Jahr 1803 als eigenständige Akademie gegründet wurde, nachdem sie seit 1795 der Sektion „Literatur und Schöne Künste“ des Institut national des sciences et des arts angehört hatte.
Die Akademie verließ ihren ursprünglichen Tagungsort, den Louvre im Jahr 1805, um sich im Collège des Quatre Nations am Quai de Conti niederzulassen, wo ihr Sitz sich noch heute befindet.
Für das Jahr 2020 ist der Bildhauer Jean Anguera Präsident, der Architekt Alain Charles Perrot Vizepräsident der Akademie. Der Komponist Laurent Petitgirard bestreitet den Posten des Sekretärs seit Februar 2017.

## Geschichte

### Vorgängerorganisationen
Die Académie des Beaux-Arts führt ihre Geschichte auf mehrere königliche Vorgängerorganisationen zurück:
- die Académie royale de peinture et de sculpture (1648),
- die Académie royale de musique (1669) und
- die Académie royale d’architecture (1671).

Die Académie royale de peinture et de sculpture (königliche Akademie für Malerei und Bildhauerei) wurde im Jahr 1648 auf Initiative des ersten Hofmalers Charles Le Brun gegründet. Zwei Jahre später setzte Le Brun, der 1668 Rektor der Akademie werden sollte, sich mit Unterstützung des Ministers Jean-Baptiste Colbert für die Gründung einer zweiten Organisation ein, der Académie de France à Rome.
Die Académie royale de musique (königliche Akademie für Musik) gründete Colbert im Jahr 1669 unter der Bezeichnung Académie d’Opéra als Antwort auf die Académie royale de danse. Sie vergab das Privileg, „musikalische Theaterstücke“ aufzuführen, an Pierre Perrin und Robert Cambert sowie zwei weitere Partner, die alsbald Perrin betrogen. Wegen Schulden inhaftiert überließ dieser im Jahr 1672 das Privileg Jean-Baptiste Lully.
Die Académie royale d’architecture wurde – ebenfalls auf Initiative von Colbert – im Jahr 1671 gegründet. Ihr erster Direktor war der Architekt und Theoretiker François Blondel.
Am 8. August 1793 hob der Nationalkonvent sämtliche Akademien und Gelehrtengesellschaften auf.

### DasInstitut de France
Als Nachfolgeinstitut der königlichen Akademien entstand am 25. Oktober 1795 das republikanische Institut national des sciences et des arts (Staatliches Institut der Wissenschaften und Künste), aus dem das heutige Institut de France hervorging. Die dritte der drei Klassen dieses Instituts umfasste die Bereiche Littérature et Beaux-Arts (Literatur und Schöne Künste). Unter den acht Sektionen dieser Klasse – Grammatik, alte Sprachen, Poesie, Antiquitäten und Monumente, Malerei, Bildhauerei, Architektur und Musik – waren die Schönen Künste allerdings unterrepräsentiert.
Am 23. Januar 1803 öffnete das Institut eine vierte, von der Literatur unabhängige Klasse für die Schönen Künste – mit zunächst 28 Mitgliedern. 1805 erfolgte der Umzug vom Louvre in das Collège des Quatre Nations (Palais Mazarin) am Quai de Conti.
Die Académie des Beaux-Arts besitzt seit 1803 die römische Villa Medici, Sitz der Académie de France à Rome und seit 1916 die Casa de Velázquez in Madrid. Diese wurde im Jahr 1928 eingeweiht und 1959 komplett erneuert.
Heute zählt die Académie des Beaux-Arts 58 Sessel (fauteuils, i. S. v. Sitzen), von denen 48 besetzt sind. Seit 2005 gibt es auch hier acht Sektionen: Malerei (7 fauteuils), Bildhauerei (8), Architektur (9), Grafik (3), Musik-Komposition (8), freie Mitglieder (8), Kino & Medien (4) und Fotografie (1). (Stand: 16. Januar 2016)